# Norrmalmstorg (film)
Norrmalmstorg är en svensk TV-film från 2003, i regi av Håkan Lindhé och producerad för Sveriges Televisions räkning.

## Handling
Filmen handlar om Norrmalmstorgsdramat 1973.

## Om filmen
Enligt ett reportage om dramat som P3 Dokumentär sände 2005 är händelserna i filmen långt ifrån autentiska med det som hände i verkligheten.

## Rollista (i urval)
- Torkel Petersson - Jan-Erik Olsson
- Shanti Roney - Clark Olofsson
- Melinda Kinnaman - Kicki
- Tova Magnusson-Norling - Barbro
- Johan Widerberg - Lasse
- Tuva Novotny - Lisa
- Niklas Falk - K-G Lönnroth
- Göran Ragnerstam - Sten Thunander
- Peter Wahlqvist - Bertil Ejeroth
- Bengt Nilsson - Nisse
- Peter Engman - Ronny
- Jens Hultén - Hasse